# Klaus Schneider (Musiker)
Klaus Schneider (* 18. März 1936 in Unterloquitz; † 11. November 2021) war ein deutscher Komponist, Jazzmusiker, Musikredakteur und Musikpädagoge.

## Leben
Klaus Schneider studierte von 1954 bis 1957 Musikpädagogik an der Friedrich-Schiller-Universität Jena. Seine Staatsexamensarbeit trug den Titel Improvisation und Jazz. Bis 1961 war er Musiklehrer und gleichzeitig Leiter von Chören und Instrumentalgruppen an der Polytechnischen Oberschule Stadtroda. Von 1961 bis 1973 arbeitete er bei Radio DDR in Gera, Weimar und Ost-Berlin in den Redaktionen für Jugend, Tanz- und Volksmusik. 1973 wurde er Chefredakteur Musik beim Berliner Rundfunk und schied hier 1991 im Zuge der Abwicklung des DDR-Rundfunks aus. Neben seinen verschiedenen hauptberuflichen Verpflichtungen war Klaus Schneider stets nebenberuflich als Komponist und Musiker tätig. Seine Kompositionen wurden auf 30 Langspielplatten veröffentlicht und sind häufig vom Jazz beeinflusst. Eines seiner bekanntesten Lieder ist Der einfache Frieden. Als Klarinettist spielte er seit 1955 in Klaus Steckels „New Orleans Jazz Band Jena“. 1958 gründete er in Stadtroda die „Rodaer Waschbrettkapelle“, aus der 1959/60 die „Jenaer Oldtimers“ hervorgingen, die 1971 das erste „Internationale Dixieland-Festival Dresden“ eröffneten. Schneider war der spiritus rector dieser Formation und wirkte als Komponist, Klarinettist, Gitarrist und Sänger. 
Nach 1991 widmete sich Klaus Schneider wieder verstärkt musikpädagogischen Aufgaben. So entstanden zusammen mit Ulrike Donath, Jörn Fechner und einer Kita in Berlin-Marzahn 20 Lieder für Kinder unter dem Titel Kommt ein Goldfisch geflogen, die auf einer CD für Erzieherinnen erschienen und im Jahre 2006 die Landesmusikakademie Berlin bewogen, ihn als Dozenten zu verpflichten. Ab 1996 sammelte Klaus Schneider die „Lieblingslieder der Deutschen“. Unter anderem antworteten Egon Bahr, Lothar Bisky, Norbert Blüm, Regine Hildebrandt, Helmut Kohl, Hermann Kant, Egon Krenz, Angela Merkel, Richard von Weizsäcker, Katarina Witt, Sahra Wagenknecht, Peter von Zahn und Gerhard Zwerenz; 100 davon enthält sein Buch Leute&Lieder.
Klaus Schneider starb am 11. November 2021 im Alter von 85 Jahren.

## Bedeutung
Klaus Schneider trug wesentlich dazu bei, den Jazz in der DDR „hoffähig“ zu machen. Sowohl als aktiver Musiker und Produzent als auch in zahlreichen Gesprächen und Verhandlungen mit Behörden erreichte er, dass diese vor allem bei der jüngeren Bevölkerung außerordentlich beliebte Musikgattung in den Massenmedien und in öffentlichen Konzerten einen festen Platz fand. So wurden Veranstaltungsreihen wie das Internationale Dixieland-Festival in Dresden oder die Jazzbühne Berlin erst möglich. Mit den „Jenaer Oldtimers“ setzte er hohe künstlerische Maßstäbe, was die Dresdner Organisatoren dazu bewog, auch bei der ersten Veranstaltung nach der Wende erneut diese Band für das Eröffnungskonzert zu engagieren. Als Komponist arbeitete Klaus Schneider mit prominenten Autoren zusammen, so mit Gisela Steineckert, Rainer Kirsch, Jens Gerlach, Louis Fürnberg, Heinz Kahlau und Peter Hacks. Auf diese Weise entstanden Lieder und Chansons, die hohen musikalischen und literarischen Ansprüchen genügen. Auch auf die Auswahl seiner Interpreten nahm er stets persönlich Einfluss. Neben den Rundfunk-Kinderchören Berlin und Leipzig sowie dem Rundfunk-Jugendchor Wernigerode sangen Gisela May, Erwin Geschonneck, Kurt Nolze, Bisser Kirow, Helga Hahnemann, Uschi Brüning, Gerry Wolff und der Oktoberklub seine Lieder. Klaus Schneider begleitete viele seiner Interpreten selbst, meist auf der Gitarre. Häufig sang er selbst mit, beispielsweise bei Aufnahmen mit Christel Schulze. Viele seiner Lieder gehörten zum festen Repertoire von Schauspielern und Chansonsängern, so das Abendlied nach einem Text von Rainer Kirsch und Der einfache Frieden nach Worten von Gisela Steineckert. Das Lied Berlin, dein Berlin, das er gemeinsam mit Karl-Heinz Neumann schrieb, wurde zu einem Schlager und in 32 Versionen produziert. Viele seiner Kompositionen fanden Eingang in die Liederbücher und Lehrpläne der Schulen.

## Produktionen
- Knapp 500 Rundfunk- und Amiga-Produktionen als Klarinettist, Gitarrist, Mandolinenspieler und Bearbeiter
- zwei LPs mit den Jena Oldtimers 1971 und 1972
- zwei LPs mit Küchenliedern: Wenn die Blümlein draußen zittern (1979) und Still im Aug' erglänzt die Träne (1981)
- zwei LPs mit Studentenliedern: Gaudeamus igitur (1984) und Vivat Academia (1986)
- Als Gitarrenbegleiter in Veranstaltungen mit Christel Schulze, Erwin Geschonneck, Eva-Maria Hagen und Perry Friedman
- Fernsehauftritte, unter anderem jahrelang in der Reihe Auf Schusters Rappen mit den Gruppen BARBA ROSSA und HACKSTOCK
- 100 Jazzkonzerte zwischen 1955 und 1990

## Kompositionen (Auswahl)
- Der einfache Frieden (Text: Gisela Steineckert)
- Liebeslied (Text: Herribert Schenke)
- Terra humanitas (Text: Heinz Kahlau)
- Liebste, die Welt ist so schön (Text: Jens Gerlach)
- Meinem Sohn (Text: Fritz Räbiger/Annette Japke)
- Frieden wie das eigne Leben (Text: Gisela Steineckert)
- Doch im Frühling sich zu trennen (Text: Gisela Steineckert)
- Berlin, dein Berlin (Text: Karl-Heinz Neumann)
- Kurzer Bericht über Leo D., Maurer (Text: Uwe Leo)
- Der Frühling zündet die Kerzen an (Text: Louis Fürnberg)
- Zuversicht (Text: Karl Liebknecht)
- Fahnenlied (Text: Heinz Kahlau)
- Heimatlied (Text: Gisela Steineckert)
- Abendlied (Text: Rainer Kirsch)
- Streiklied (Text: Peter Hacks/Georg Herwegh)
- Weihertal-Blues
- In Jene lebt sich's bene

## Sonstiges
- Klaus Schneider spielte die Klarinette seines Vaters aus der Bergarbeiterkapelle im Thüringer Schiefergebirge. Es ist eine Klarinette in Es.
- Am 7. Januar 1967 fand im Berliner Staatsratsgebäude ein Neujahrsball statt. Neben Helga Hahnemann, Frank Schöbel & Chris Doerk sowie Sergio Günther traten auch Christel Schulze und Klaus Schneider auf. Letzterer glänzte durch ein gekonntes Pfeifsolo. Als dann nach Mitternacht zum Abschluss der Veranstaltung der damalige Staatsratsvorsitzende Walter Ulbricht gemeinsam mit seiner Frau Lotte allen Interpreten ein gutes neues Jahr wünschte, machte er eine einzige Äußerung zum gesamten künstlerischen Programm. Die war an Klaus Schneider gerichtet und lautete: „Sie können ausgezeichnet pfeifen, ja!“. Seitdem war Klaus Schneider in Insiderkreisen lange Zeit nur noch der „Staatspfeifer“.

## Auszeichnungen
- 1966 Kunstpreis des Bezirkes Gera
- 1980 Kunstpreis der DDR
- 1985 Orden Banner der Arbeit Stufe II